# Canary Season
Canary Season (en búlgaro, Sezonat na kanarchetata) es una película de drama búlgara de 1993 dirigida por Evgeni Mihailov. La película fue seleccionada como la entrada búlgara a la Mejor Película Internacional en la 66.ª Premios de la Academia, pero no fue nominada.

## Reparto
- Paraskeva Djukelova como Young Lily
- Plamena Getova como Lily Anciana
- Mikhael Dontchev como Malin
- Petar Popyordanov como Ivan, Padre de Malin
- Michail Alexandrov como Malin joven
- Ani Vulchanova como Margarita
- Plamen Serakov como Tanasi